# Julio Velázquez
Julio Velázquez Santiago (Salamanca, 5 oktober 1981) is een Spaans voetbaltrainer.

## Carrière
Velázquez begon met trainen toen hij vijftien jaar oud was en was de jongste trainer ooit van de Segunda División; bij Villarreal B was hij dertig jaar en twee maanden oud. Hij leidde vier andere clubs in dezelfde competitie.
In het buitenland trainde Velázquez enkele jaren in de Primeira Liga van Portugal met Belenenses, Vitória de Setúbal en Marítimo. Hij had ook een korte periode in de Italiaanse Serie A, bij voetbalclub Udinese.

### Eredivisie
Op 9 september 2022 tekende Velázquez een eenjarig contract bij Fortuna Sittard, op dat moment de nummer achttien in de Nederlandse Eredivisie. Hij leidde hen acht dagen later naar hun eerste overwinning van het seizoen in de Eredivisie, 1–0 thuis tegen Excelsior Rotterdam.
Zondag 28 mei 2023 na afloop van het seizoen van de Eredivisie, is door Fortuna Sittard bekendgemaakt dat de samenwerking met de hoofdtrainer Julio Velázquez en diens drie assistenten na goed overleg is beëindigd. In het seizoen 2022/2023 wist de hoofdtrainer, Julio Velázquez de club te behoeden voor degredatie en eindigde op een dertiende plaats in de Eredivisie. 
Op 20 november 2023 verving hij de ontslagen Fran Escribá bij Real Zaragoza.  De ploeg bevond zich op de twaalfde plaats van de Segunda División. Op 11 maart 2024 wees Zaragoza, dat op dat ogenblik op een zestiende plaats van de Segunda División A vertoefde,haar tweede coach de deur en werd Velázquez op zijn beurt vervangen door Víctor Fernández.  Onder de leiding van Julio werd de situatie enkel maar erger aangezien de ploeg afzakte van de twaalfde naar de zestiende plaats.